# Artur Vilà i Tècul
Artur Vilà i Tècul (Figueres, 1863 - 1938), fou un titellaire català.

## Biografia
Era llauner de professió, la qual cosa li va permetre tenir molta traça en crear diferents estris pels seus ninots. Vivia a la seva ciutat natal, Figueres, on durant l’hivern feia les seves representacions en un local a la Plaça Triangular cantonada amb el carrer de Terreres, però cada estiu anava a fer la temporada de banys a Sant Hilari Sacalm. A l'establiment o balneari de la font Picant feia una representació diària per tal de distreure les nits dels clients que anaven a prendre les aigües, i també cada tarda actuava al Saló La Unió i al cafè del Teatre Tívoli mentre la gent prenia el cafè, la copa i el puro. Així mateix, a les hores que no actuava aprofitava per treure’s un sobresou fent de cambrer.
Era conegut com l’Arturo de la llengüeta, ja que utilitzava aquest estri per a obtenir sis o set veus diferents: estridents i agudes pels personatges més joves o greus i rogalloses per als personatges vells i de caràcter. La llengüeta era un petit aparell amb dues fines làmines d’argent, lligades amb uns fils de seda, que es posava al paladar i permetia amplificar i distorsionar la veu. El domini de la llengüeta, que diferenciava el bon titellaire del simple aficionat, requeria un ensinistrament de ben infant, ja que calia vèncer la repugnància que produïa el fet de tenir aquest estri arran de la gola i, a més, el seu ús continuat provocava una durícia en el vel del paladar que feia que amb el temps hi encaixés millor.
L’Artur Vilà va fer representacions de titelles a Sant Hilari durant quaranta-cinc estius. Els darrers anys hi anava amb la seva filla Lola, que sempre va comentar que va rebre un tracte molt acollidor dels amos del balneari i que la van tractar com si fos una estiuejant més de la burgesia catalana.

## Repertori
Els titelles que manipulava eren els tradicionals de l’època, el titella de guant català, també anomenat putxinel·li, que era manipulat amb els cinc dits: el polze i el menovell feien moure els braços i els tres dits centrals accionaven el cap. Els ninots anaven vestits amb una peça de roba blanca anomenada ànima, que no quedava a la vista del públic, i damunt de la qual portaven diferents indumentàries. Aquest fet diferenciava el putxinel·li català dels ninots d'altres tradicions i permetia que en una mateixa representació pogués aparèixer amb diferents vestuaris com si fos un actor de carn i ossos. També cal destacar que les mans dels titelles eren intercanviables, fet que permetia que el ninot pogués aparèixer duent una espasa o un garrot. El que permetia aquest canvi de mans era una mena d’avantbraços anomenats didales, que consistien en peces còniques de cuir o de llautó que anaven enganxades a les mànigues de roba.
Cal destacar que el repertori de l’Artur Vilà era extens i variat, incloïa tots els gèneres: còmic, dramàtic, espectacular i, fins i tot, màgic. A les representacions hi afegia una gran varietat d’endevinalles, epitafis,... Els titellaires de l’època algunes vegades s'inspiraven en les grans obres de la literatura universal, però la majoria de vegades eren de caràcter popular, ja que s'inspiraven en els costums del poble i solien ser temes casolans i senzills. Tenia una llibreta en la qual guardava escrits els títols i els arguments de les comèdies. Entre les obres que representava podem anomenar els següents títols: Don Libori, La corona de Siemprevivas, Los Escallots, El guardabosque y la pastora, Un juramento o la Guerra del Callau, Els tres pretendents, Un pobre de la Barceloneta, Los pescadors de Badalona, Un viaje a América, Los tres embusterus, El conde de Selva, El americano del Clot, Dorotea la Vengativa, El Comich, Tomás el negro o la hija de un gobernador, El conde de Bravante, Amor Paternal, Lo senyor Bernat, Lo senyor Llagosta, Lo senyor Taconi, Lo marchant, El marquès de Torrabella, Doña Laura, Un alma fingida, La pubilla de Caldetas, La tentación del diablo, El corazón de una madre, La conquista de las Torradas, El pou de la torre, El soldat i l’hortalà, El conde del castillo, Palustrumfus, Un terseto dit i fet, El verdugo de Nápoles, Los bandidos de Calabria, La dama misteriosa, Xarop de bastó, La casa del molí, El robu del sastre, Fidelitat i astúcia, El poder de Celestina, Joch de Pilota, Matrimoni gelós, Los ladrones del subterráneo, La Font de la Satalia, Un fals amic, La mosca morta, …. Encara que alguns títols siguin en castellà, perquè eren trets directament de les obres representades en teatres importants, cal destacar que els titelles parlaven sempre en català. Tal com s'observa en el fragment en els versos d’en Titella que il·lustrem més endavant, el llenguatge dels titellaires moltes vegades es caracteritzava pel seu desvergonyiment, ja que els seus ninots protagonistes eren homes despullats de convencionalismes, que deien les coses tal com rajaven encara que no fossin políticament correctes.
Versos d’en Titella a “Els pescadors de Badalona”:
Sent criminals i traïdors,
heu anat equivocats
Nosaltres, som molt honrats
i fugim de la deshonra.
¿Pensàveu que per diners,
fariem semblant traïció,
a n’aquella noya? No,
si acàs busquin algú més.
Pobres som, més no hi fa res
seguirem nostre destino, 
però tractes no vulem
ab lladres ni asesinos.
Disposava de diversos telons de fons que formaven l'escenari, que rebia el nom de castellet: un bosc, una rambla, un palau, una sala rica i una sala pobre, un cementiri i l’infern, una plaça i una presó, un carrer nevat…Al voltant de l'escenari, a cadascuna de les obres sortien entre sis i dotze personatges, amb la qual cosa ens podem imaginar que el titellaire devia anar de bòlit. Entre aquests n’hi havia de tota mena: el pagès, el pobre, guàrdies, soldats, sabaters, marxants, pescadors, lladres, criats, comtes, marquesos, sepulturers, inspectors, guàrdies civils, notaris, metges, agutzils, bandolers, pastors, bruixes, camàlics, serenos, …fins i tot tenia un personatge que era esguerrat i quec. A totes les representacions repetien com a protagonistes en Cristòfol i en Titella que, segons l’obra, interpretaven un paper o un altre, encara que l'essència dels personatges sempre era la mateixa. En Titella era un jove pagès, feliç i content que sempre acabava ficat en embolics i que representava conceptes com justícia, honor o bondat. En Cristòfol era el gran amic i aliat d’en Titella que, tot i ser un ingenu, també era un personatge honrat i de bona fe. Un altre personatge que moltes vegades també sortia a les representacions era el Dimoni que solia sortir al final de l’obra jugant males passades als altres, però que sempre acabava sent vençut pels simpàtics titelles. Aquest encarnava el sentit del personatge ridícul i, alhora, còmic que, volent fer-se el setciències, acaba sent un babau.
Els finals de les obres podien ser de dos tipus: una sessió de ball d’en Titella amb la Pepeta i en Cristòfol amb la Marieta o bé amb el Ball del Tururut, qui gemega ja ha rebut d’en Titella i el Dimoni, que acabava sempre amb un ruixat de garrotades, provocant, així, la riota del públic. La lletra d’aquesta corranda era:
En el ball del tururut,
qui gemega, qui gemega.
En el ball del tururut,
qui gemega ja ha rebut.
La paraula “tururut” s'utilitza per expressar la impossibilitat de fer alguna cosa, la frustració d’alguna intenció o la desaparició d’alguna cosa. J. A. Martín en el seu llibre “El teatre de titelles” assenyala que aquesta paraula feia referència a “massa tard” i en conseqüència, al fet que l'espectacle s'havia d’acabar, i ningú no es podia queixar al respecte, car si protestava seria amonestat o bé, rebria un jec de garrotades.
A les publicacions locals d’estiu –L’Estiuada (1902) i Lliroia (1922)- hi ha diversos articles que fan referència a l’èxit que tenien els putxinel·lis entre els estiuejants: “Quan s'hagi de fer una història de Sant Hilari, de segur la dividiran en avans y després dels putxinelis. [...]. En Titella ve a ser com un Borrás, pro ab més simpaties, perqué els petits li regalen cigars y els gran aixís que surt –o el fan sortir- ja esclaten ab una riallada fresca y sincera. En els putxinelis també s'hi fan drames. Aixís tal com sona, drames que fan entristir als concurrents y fan somniar coses espantables a les donzelles. Y tothom ab bon o mal humor escolta boca badat, les tenebroses elocubracions dels ninots de fusta. “La pastora y el guardabosque” ha sigut l'estrena colossal de la temporada. Aquell dia’l café d’en Xicu tot estava ple. Encare no va comensar el drama o tragedia –no sé a punt fixo a quin genre perteneixia- el local va aquietarse y tothom va callar religiosament: ni’l voletejar d'una mosca destorbava d’ohir lo que diria en Cristófol. Tot igual que una representació d’ópera, es dir mellor qu’en una representació d’ópera, perqué en aquest espectacle encare hi abunda la cursileria y frivolitat y als putxinelis tothom hi assisteix convençut de qué es lo que va a veurer, ab afició. Y are que no’s digui que’ls putxinelis es cosa de criatures; a Sant Hilari hi assisteixen vels y persones de totes edats. Hi ha estiuejador que porta un registre diari de les funcions que s'hi representen. Y fins esculleixen els dies per anar-hi segons el cartell que s'exposa al públich. Els putxinelis s'han convertit en nota típica de la nostra vila, a l’istiu, com els borregos a Cardedeu y les culleres a Tortellá. El dia que’ls he suprimissin molts estiuejadors ho sentirien tant intensament, com la desaparició d'una cosa transcendental. -¿Qué no van als putxinel·lis aquesta nit? –Si, hi haurém d’anar, pera acompanyarhi als nens; a les criatures els agraden molt–. Els nens van a retiro y el senyor y la senyora’s mudan y van a teatro, als putxinelis” (L’Estiuada núm. 22, 4 de setembre de 1909).
Tenint en compte que el 1908 el cafè Unió i un any més tard el Tívoli van disposar de cinematògraf, les funcions de titelles ho van notar i a partir de llavors no van tenir la mateixa afluència de públic que havien tingut anys endarrere. “Els putxinelis han ben mort. Havien tingut a la nostra vila una época plena d’esplendor” […] L'espectacle ha passat a l’historia; l’Arturo que era admirat, ja l'anterior istiu havia de fer les representacions sense que la concurrencia guardés quietud. Ell i tots preveien la desaparició dels putxinel·lis”. […] “Però jo’m declaro partidari dels putxinelis abans que del cinema. En titella i tota la seva companyia podien resultar una ignocentada, però la pel·lícula tràgica, descarnada, immoral es presenta tan real a la vista de tot el públic que arriba a produir una sensació de brutalitat i aquesta brutalitat és eminentment pervertidora. Lo més ruí, lo més dolent, es representa en el cinema: en ell la paraula és gest i el gest efectista es perlonga, l'escena dolorosa i immoral –l'adulteri, l'assassinat, la violència nua i baixa- esdevé exagerada i àdhuc grotesca. Almenys els putxinelis, ignocents, esplai de criatures, no afectaven. Feien riure fins quan representaven drames i tragèdies; tenien sempre el sò de fusta. Reconeixem per això que han passat de moda” (L’Estiuada núm. 78, 14 d’agost de 1913). En el teatre que tenia a Figueres també va notar una davallada de públic, amb el cinema i els esports naixien altres formes de lleure diferents, però tot i així deuria haver una bona colla de partidaris dels putxinel·lis ja que no van desaparèixer i va continuar les seves titellades durant la temporada d’estiu a Sant Hilari vint anys més.